# Рубаны (Ахтырский район)
Рубаны (укр. Рубани) — село,
Вязовский сельский совет,
Ахтырский район,
Сумская область,
Украина.
Код КОАТУУ — 5920381602. Население по переписи 2001 года составляет 99 человек .

## Географическое положение
Село Рубаны находится в 2-х км от правого берега реки Ворскла.
На расстоянии в 1 км расположено село Желобы, в 2-х км — село Вязовое.
Село окружено большим лесным массивом урочище Черняшино (дуб).

## Объекты социальной сферы
- Фельдшерско-акушерский пункт.